# Carolyn Lam
Dr. Carolyn Lam es un personaje de la serie de ciencia ficción, Stargate SG-1 e interpretado por Lexa Doig.
La Dr. Lam es la nueva jefa de la sección médica del Comando Stargate y parece que es la primera que se queda de forma permenente desde la muerte de la doctora Dr. Janet Fraiser en 2004. Es además la hija del nuevo Comandante en jefe del Comando, el General Hank Landry.
Antes de unirse al Comando Stargate, trabajó en el Centro de Control y Prevención de Enfermedades (CDC) con especialidad en enfermedades infecciosas.
Mantiene una relación extraña con su padre porque aún le critica que no estuviese con ella y su madre durante su niñez. Durante el episodio de la novena temporada "The Fourth Horseman", ambos parece que se reconcilian después de que el General Landry le pida perdón por no haber estado con ella cuando le necesitaba.

## Curiosidades
Lexa Doig es la mujer en la vida real de Michael Shanks que interpreta a Daniel Jackson en Stargate SG-1. Se conocieron rodando un episodio de la serie Andrómeda, exactamente en la temporada 1 llamado "Star-Crossed", en el cual Michael Shanks interpreta a un robot de I.A. de una nave llamada Juicio de Equilibrio, quien desarrolla cierto interés romántico por el personaje de Lexa Doig, Rommie. Michael Shanks vuelve a interpretar este papel durante la temporada tercera, en el episodio "Days of Balance, Days of Judgement", junto a su compañero en Stargate SG-1, Christopher Judge.
- Datos: Q11680547